# Kevin Koe
Kevin Koe (ur. 1 stycznia 1975 w Edmonton) – kanadyjski curler. Pochodzi z Yellowknife (Terytoria Północno-Zachodnie), obecnie mieszka w Calgary (Alberta).
W 1994 roku został pierwszym skipem, który poprowadził którekolwiek z kanadyjskich terytoriów do finału Mistrzostw Kanady w jakiejkolwiek kategorii. Jego drużyna – reprezentacja Jukonu i Terytoriów Północno-Zachodnich – zagrała w finale Mistrzostw Kanady Juniorów 1994.
Później Koe przeprowadził się do Alberty, by móc tam grać na wyższym poziomie. W roku 2000 wygrał Mistrzostwa Kanady Mikstów. W latach 2004–2006 grał na pozycji trzeciego w drużynie Johna Morrisa, a obecnie jest skipem własnej drużyny.
W grudniu 2009 Team Koe zajął czwarte miejsce w kwalifikacjach olimpijskich. W lutym 2010, pod nieobecność Kevina Martina, Koe po raz pierwszy wygrał Boston Pizza Cup. Ze swoim najmocniejszym rywalem Randy Ferbeyem grał trzy razy i trzykrotnie wygrywał. Miało to miejsce w ostatnim meczu rundy A (10:8 po przejęciu dogrywki), w górnym meczu play-off (10:6) i w finale (7:5). Podczas Tim Hortons Brier 2010 drużyna Koe zajęła trzecie miejsce w round robin i po zwycięstwach w dolnym meczu page play-off oraz w półfinale, zdobyła tytuł pokonując w finale Ontario (Glenn Howard) 6:5. Kevin Koe po raz pierwszy reprezentował Kanadę na Mistrzostwach Świata 2010.
Kanadyjczycy na mistrzostwach w Cortinie d’Ampezzo zajęli drugie miejsce w fazie grupowej z bilansem 9-2 i ostatecznie zdobyli złote medale, pokonując w finale Norwegię (Torger Nergård) 9:3. Rok później Koe nie przeszedł rywalizacji prowincjonalnej, w finale Boston Pizza Cup 2011 lepszy był Kevin Martin.
Po zakończeniu sezonu 2010/2011 nastąpiły zmiany w składzie drużyny, Pat Simmons zajął miejsce MacDonalda, który ogłosił przerwę w karierze sportowej. W Boston Pizza Cup 2012 zespół nie przegrał żadnego z meczów i wystąpił na Tim Hortons Brier 2012. Przez większą część Round Robin reprezentacja Alberty prowadziła w tabeli, do fazy play-off zakwalifikowała się jednak z 3. miejsca. W meczu 3-4 Kevin pokonał swojego brata Jamiego 10:6, a w półfinale zespół Manitoby (Rob Fowler). W finale Alberta przegrała wynikiem 6:7 na korzyść Ontario (Glenn Howard).
W 2013 ekipa Koe dotarła do finału rozgrywek prowincjonalnych, w którym po dogrywce przegrała 4:5 z Kevinem Martinem. Rok później Koe zrewanżował się Martinowi i zdobył tytuł mistrza prowincji. Zespół z Calgary triumfował w Tim Hortons Brier 2014, zdobył mistrzostwo Kanady pokonując 10:5 Kolumbię Brytyjską (John Morris). W Mistrzostwach Świata 2014 Kanadyjczycy awansowali do fazy play-off. Zajęli ostatecznie 4. miejsce przegrywając trzy ostatnie mecze, w tym spotkanie o brązowe medale przeciwko Szwajcarii (Peter de Cruz).
Jeszcze przed MŚ 2014 ujawniono, iż Kevin Koe zamierza stworzyć kompletnie nową drużynę. Zrezygnował jednocześnie z zagwarantowanego występu w Mistrzostwach Kanady 2015 jako Team Canada – na jego miejsce do ekipy dołączył John Morris. W sezonie 2014/2015 Kevin Koe grać będzie z Marcem Kennedym, Brentem Laingem i Benem Hebertem, którzy dotychczas byli zawodnikami w drużynach Kevina Martina i Glenna Howarda.
Jego brat Jamie również gra w curling i jest ośmiokrotnym mistrzem Terytoriów Północno-Zachodnich Jukonu, natomiast siostra Kerry dziewięciokrotnie zdobywała ten tytuł.

## Wielki Szlem
| Turniej                | 2002–03 | 2003–04 | 2004–05 | 2005–06 | 2006–07 | 2007–08 | 2008–09 | 2009–10 | 2010–11 | 2011-12 | 2012-13 | 2013-14 | 2014-15 |
| ---------------------- | ------- | ------- | ------- | ------- | ------- | ------- | ------- | ------- | ------- | ------- | ------- | ------- | ------- |
| Canadian Open          | A       | A       | SF      | F       | SF      | x       | x       | x       | SF      | x       | QF      | W       |         |
| Masters                | A       | QF      | x       | QF      | QF      | F       | F       | F       | QF      | QF      | W       | QF      | QF      |
| The National           | A       | A       | QF      | x       | F       | F       | x       | SF      | x       | QF      | SF      | QF      | x       |
| Elite 10               | –       | –       | –       | –       | –       | –       | –       | –       | –       | –       | –       | –       |         |
| Players’ Championships | x       | W       | x       | QF      | A       | SF      | QF      | SF      | SF      | x       | x       | QF      |         |

| A  | = nie uczestniczył                         |
| x  | = nie zakwalifikował się do fazy finałowej |
| QF | = ćwierćfinał                              |
| SF | = półfinał                                 |
| F  | = finał                                    |
| W  | = zwycięstwo                               |

## Drużyna
|           | Czwarty           | Trzeci           | Drugi            | Otwierający     |
| --------- | ----------------- | ---------------- | ---------------- | --------------- |
| 2014/2015 | Kevin Koe         | Marc Kennedy     | Brent Laing      | Ben Hebert      |
| 2011/2014 | Kevin Koe         | Pat Simmons      | Carter Rycroft   | Nolan Thiessen  |
| 2009/2011 | Kevin Koe         | Blake MacDonald  | Carter Rycroft   | Nolan Thiessen  |
| 2006/2009 | Blake MacDonald   | Kevin Koe (skip) | Carter Rycroft   | Nolan Thiessen  |
| 2003/2006 | John Morris       | Kevin Koe        | Marc Kennedy     | Paul Moffatt    |
| 2002/2003 | Kevin Koe         | Jamie Koe        | Scott Cripps     | Mike Westlund   |
| 1999/2000 | Kevin Koe         | John Ferguson    | Scott Cripps     | Jamie Koe       |
| 1996/1997 | Mickey Pendergast | Kevin Koe        | Kevin Pendergast | Bryan Blaylock  |
| 1993/1994 | Kevin Koe         | Jamie Koe        | Mark Whitehead   | Kevin Whitehead |

:Drużyny mikstowe
|           | Czwarty/-a | Trzeci/-a      | Drugi/-a       | Otwierający/-a    |
| --------- | ---------- | -------------- | -------------- | ----------------- |
| 1999/2000 | Kevin Koe  | Susan O’Connor | Greg Northcott | Lawnie Goodfellow |

## CTRS
Pozycje drużyn Kevina Koe w rankingu CTRS:
- 2013/2014: 2.
- 2012/2013: 3.
- 2011/2012: 4.
- 2010/2011: 5.
- 2009/2010: 3.
- 2008/2009: 9.
- 2007/2008: 3.
- 2006/2007: 4.